# Nido di bolle

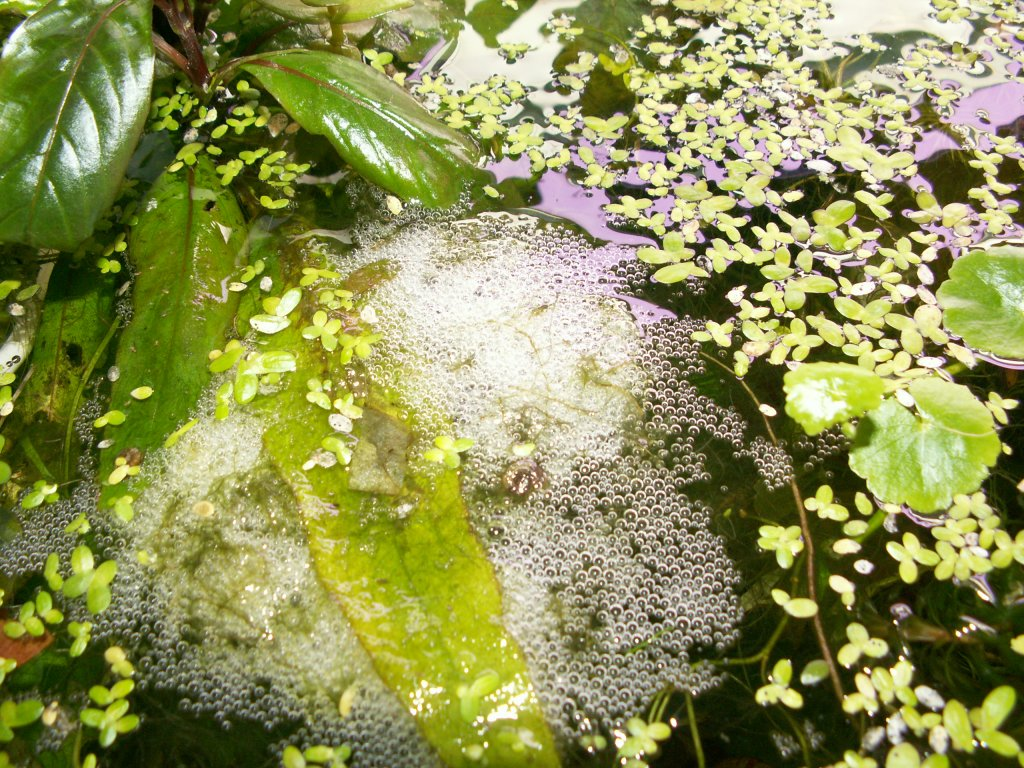
Nido di bolle di Trichogaster lalius

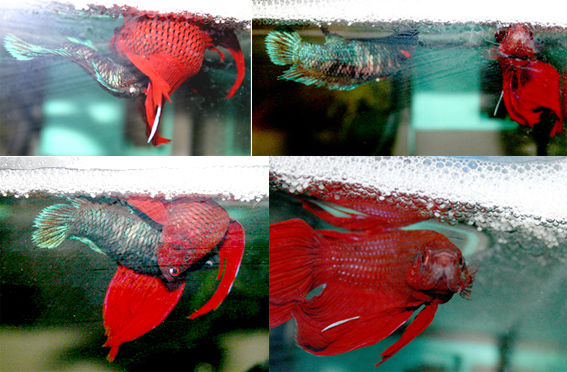
Accoppiamento e immissione delle uova nel nido (Betta splendens)

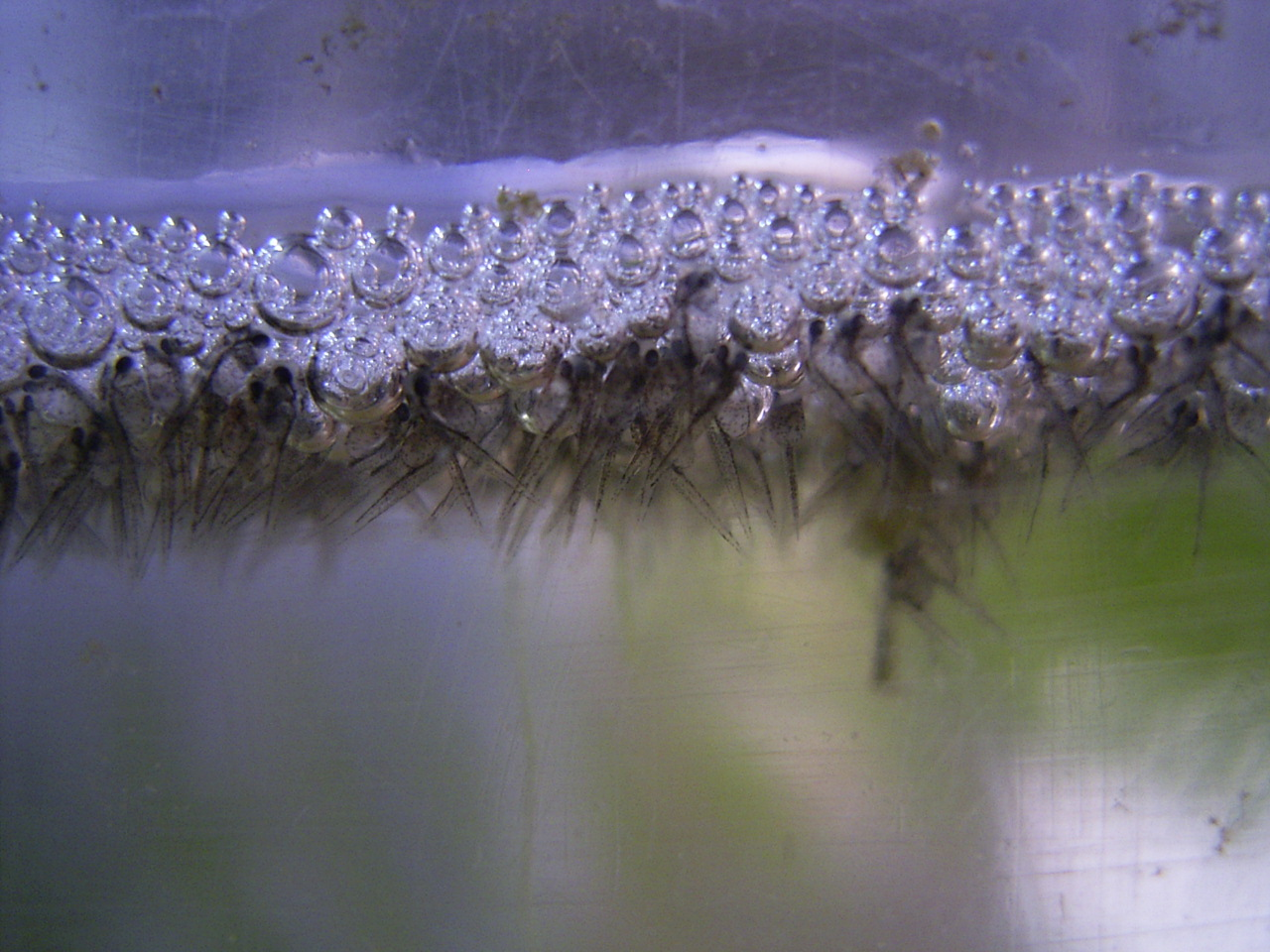
Avannotti appena nati di Macropodus opercularis

Il nido di bolle è una massa flottante di bolle d'aria e secrezioni salivari costruito da molte specie di pesci ossei durante il periodo riproduttivo. I nidi di bolle sono costruiti dal maschio come luogo di incubazione delle uova fecondate: lo stesso manterrà la guardia fino alla schiusa delle uova e ai primi di giorni di vita degli avannotti.
In ittiologia le specie costruttrici di nidi di bolle sono conosciute come afrofile (aphrophils in Inglese). 

## Diffusione
Costruttori di nidi di bolle sono le specie della famiglia Osphronemidae (tra cui i Betta) e Monopterus alba (Synbranchidae) in Asia, le specie dei generi Ctenopoma (Anabantidae), Polycentropsis (Nandidae), e Hepsetus odoe in Africa, le specie della sottofamiglia Callichthyinae ed Electrophorus electricus in Sudamerica. Costruttori di nidi di bolle sono anche alcune specie di Centrarchidae e di Cichlidae. Tutte le specie menzionate vivono in acque tropicali solitamente povere di ossigeno. 

## Costruzione
I maschi tendono a costruire i nidi di bolle non appena cambiano alcune caratteristiche dell'acqua dove vivono (l'innalzarsi della temperatura e quindi l'avvicinarsi del periodo riproduttivo) ma soprattutto in presenza di femmine conspecifiche. 

La forma del nido è tendenzialmente arrotondata, più o meno spessa, e quasi sempre viene costruito attorno ad un corpo sommerso a pelo d'acqua (una foglia, una pianta acquatica, un legno) che funge da sostegno.

## Cure parentali
Una volta deposte le uova, il maschio le feconda, le raccoglie con la bocca e le immette nel nido di bolle. Per tutta la durata dell'incubazione egli rimane a guardia del nido, eliminando le uova morte. Dopo la schiusa, rimane per 24-48 ore a montare la guardia e curare i nascituri, per allontanarsi gradualmente nei giorni successivi, fino al completo allontanamento.